# Maksymilian Basista
Maksymilian Basista (ur. 7 sierpnia 1883 w Górkach Śląskich, zm. 3 listopada 1967 w Rybniku) – polski działacz polityczno-społeczny, powstaniec śląski, więzień więzienia Montelupich w Krakowie, więzień KL Auschwitz.

## Życiorys
Syn Jana i Franciszki z d. Kałuża. Był członkiem „Eleussis”, zaangażowany w działalność Towarzystwa Młodzieży Polskiej, Towarzystwa Czytelni Ludowych, współzałożycielem Towarzystwa Śpiewaczego „Seraf” w Rybniku, założyciel w 1911 r. pierwszej polskiej gazety w Rybniku o nazwie „Straż nad Odrą”. Należał do ścisłego dowództwa Polskiej Organizacji Wojskowej Górnego Śląska, uczestnik Powstań Śląskich. W czasie kampanii plebiscytowej był redaktorem „Gazety Rybnickiej”. Kolejne funkcje jakie pełnił to: w okresie 1922–1934 przewodniczący Rady Miejskiej Rybnika, od 1934 r. wiceburmistrz Rybnika. Od rozpoczęcia się okupacji hitlerowskiej, jako bardzo aktywny działacz polityczno-społeczny, zmuszony był się ukrywać (na ziemi krakowskiej) pod przybranymi nazwiskami „Kwiecień” lub „Gołucki”, gdyż tuż przed wybuchem wojny (w 1939 r.) wpisany był do „księgi gończej” Sonderfahndungsbuch Polen (strona zarejestrowania 9B) – czyli przewidziany przez hitlerowców do „likwidacji” w pierwszej kolejności. Mimo stosowanej przezorności, w 1943 r. został aresztowany w Krakowie i przetrzymywany w więzieniu na Montelupich, a następnie przekazany do niemieckiego obozu koncentracyjnego Auschwitz i tam zarejestrowany jako więzień nr 152740. 11 listopada 1944 r. transportem zbiorowym został przeniesiony do obozu pracy w Bawarii, lecz po likwidacji tego obozu 2 kwietnia 1945 r. dostał się do obozu leśnego w Mattenheim, gdzie doczekał wyzwolenia przez wojska amerykańskie 2 maja 1945 r. Po powrocie do rodzinnego Rybnika, nadal prowadził do 1949 r. księgarnię (przy ul. Kościelnej).
Zmarł 3 listopada 1967 r. Pochowany na cmentarzu Parafii Matki Bożej Bolesnej w Rybniku (sektor 2-0-10-5.

## Ordery i odznaczenia
- Krzyż Niepodległości (6 czerwca 1931)[2]
- Krzyż Kawalerski Order Odrodzenia Polski (24 kwietnia 1946)[3]
- Srebrny Krzyż Zasługi (11 stycznia 1928)[4]
- Krzyż na Śląskiej Wstędze Waleczności i Zasługi
- Śląski Krzyż Powstańczy[5]
- Gwiazda Górnośląska